# Achrysocharoides
Achrysocharoides (лат.) — род паразитических наездников из семейства Eulophidae (Chalcidoidea) отряда перепончатокрылые насекомые.
Длина 1—2 мм. Клипеус не ограничен швами. Глаза покрыты плотным слоем щетинок. Жвалы с 3 или более зубцами. Флагеллярная формула члеников усика: обычно 3,3,2, у самцов иногда 3,4,1. Паразитоиды гусениц бабочек (Lepidoptera), главным образом, молей-пестрянок рода Phyllonorycter (Gracillariidae), минирующих листья Gliricidia sepium (Fabaceae). Род Achrysocharoides близок к родам Chrysocharis и Kratoysma. Род был выделен американским энтомологом Александром Жироу (Alexandre Arsène Girault; 1884—1941), в 325 статьях описавшего более 3000 новых видов насекомых, главным образом, из Австралии и одного из крупнейших знатоков наездников надсемейства Chalcidoidea.

## Распространение
Австралия, Новая Зеландия, Папуа Новая Гвинея, Южная Америка (Гватемала, Гондурас, Коста-Рика, Мексика, Тринидад, Эквадор), Азия (Непал, Пакистан, Япония), Голарктика и Неотропика (с учётом синонимизации с родом Kratoysma): Европа, Северная Америка (США и Канада).

## Систематика
Более 50 видов (с учётом синонимизации с родом Kratoysma): Европа (23 вида), Северная Америка (22 вида), Южная Америка, Япония (10 видов).
- Achrysocharoides asperulus Hansson, 2012[6]
- Achrysocharoides callisetosus Hansson, 2012
- Achrysocharoides cuspidatus Hansson, 2012
- Achrysocharoides ecuadorensis  (Hansson)
- Achrysocharoides foveatus Hansson, 2012
- Achrysocharoides gliricidiae  (Hansson & Cave)
- Achrysocharoides infuscus Hansson, 2012
- Achrysocharoides mediocarinatus Hansson, 2012
- Achrysocharoides platanoidae
- Achrysocharoides purpureus Hansson, 2012
- Achrysocharoides robiniae
- Achrysocharoides robinicolus
- Achrysocharoides sulcatus Hansson, 2012[6]
- Achrysocharoides usticrus (Erdös)
- Другие виды